# Allium tianschanicum
Allium tianschanicum är en amaryllisväxtart som beskrevs av Franz Josef Ivanovich Ruprecht. Allium tianschanicum ingår i släktet lökar, och familjen amaryllisväxter. Inga underarter finns listade i Catalogue of Life.